# Jiříkov (Kámen)
Jiříkov (německy Jirschikau) je malá vesnice, část obce Kámen v okrese Havlíčkův Brod. Nachází se asi 1,5 km na severovýchod od Kamene. Prochází zde silnice II/346. V roce 2009 zde bylo evidováno 45 adres. Žije zde 70 obyvatel.
Jiříkov leží v katastrálním území Jiříkov u Kamene o rozloze 4,17 km2.
Místní sbor dobrovolných hasičů byl založen 10. dubna 1929. Při té příležitosti byla vybudována hasičská zbrojnice a pořízena motorová stříkačka (jako druhá v regionu). V roce 1937 pak vznikl ženský odbor při místním SDH. Od roku 1964 je vesnice součástí obce Kámen.

## Přírodní poměry
Východně od vesnice se nachází přírodní rezervace Havranka. Severně od vsi se rozkládá Jiříkovský rybník.

## Demografie
| Rok            | 1869 | 1880 | 1890 | 1900 | 1910 | 1921 | 1930 | 1950 | 1961 | 1970 | 1980 | 1991 | 2001 | 2011 | 2021 |
| Počet obyvatel | 200  | 218  | 207  | 216  | 225  | 213  | 204  | 156  | 136  | 120  | 122  | 87   | 74   | 69   | 70   |

## Pamětihodnosti
- Pomník padlým v první světové válce s pamětní deskou vězněným komunistickým režimem[7]
- Kaple na návsi
- Kříž u čp. 18
- Kříž v místě U Vojáka

## Další fotografie

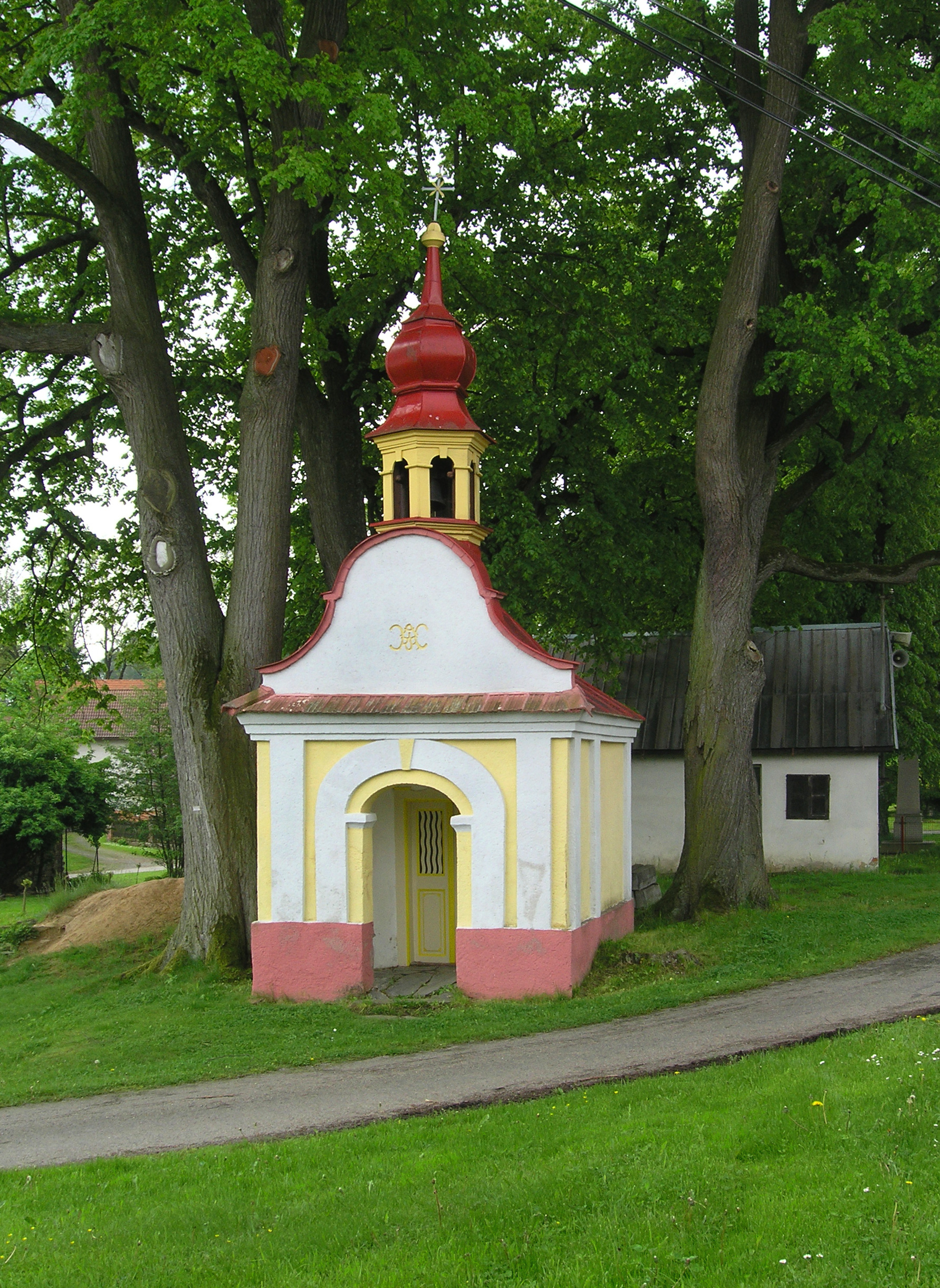
Kaplička pod stromy
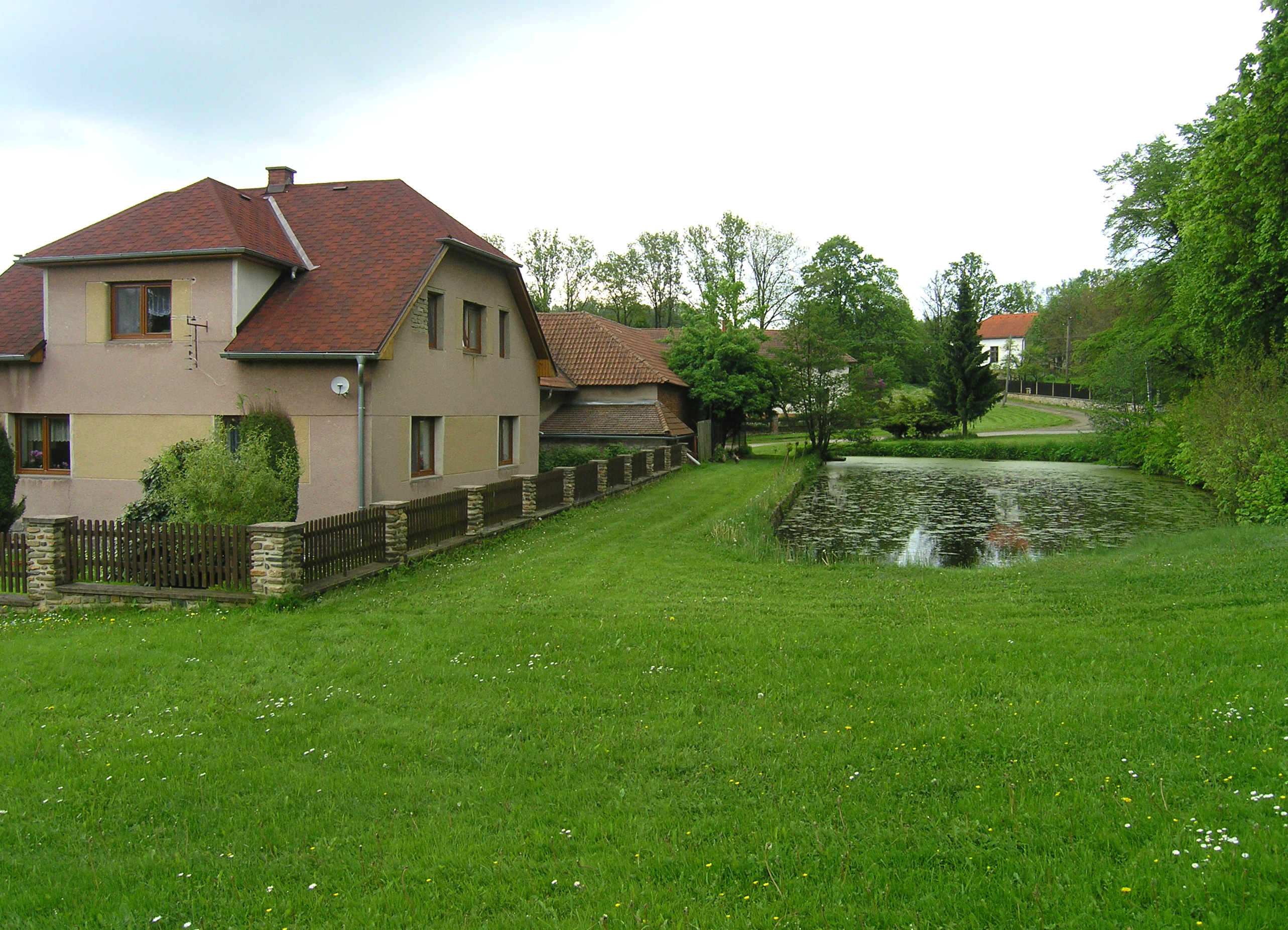
Rybníček